# Cmentarz przy ul. Górniczego Stanu w Katowicach
Cmentarz przy ul. Górniczego Stanu w Katowicach – cmentarz parafialny rzymskokatolickiej parafii św. Stanisława Kostki w Katowicach, położony przy ulicy Górniczego Stanu na terenie dzielnicy Giszowiec. Cmentarz ten o powierzchni 0,731 hektarów został założony w 1949 roku i jest jedyną nekropolią w Giszowcu. W 2017 roku składał się z 2 186 nagrobków, a do tego czasu odbyło się tu blisko 3,3 tysiąca pochówków. Średnia roczna liczba pochówków na rok wynosi 65.

## Historia

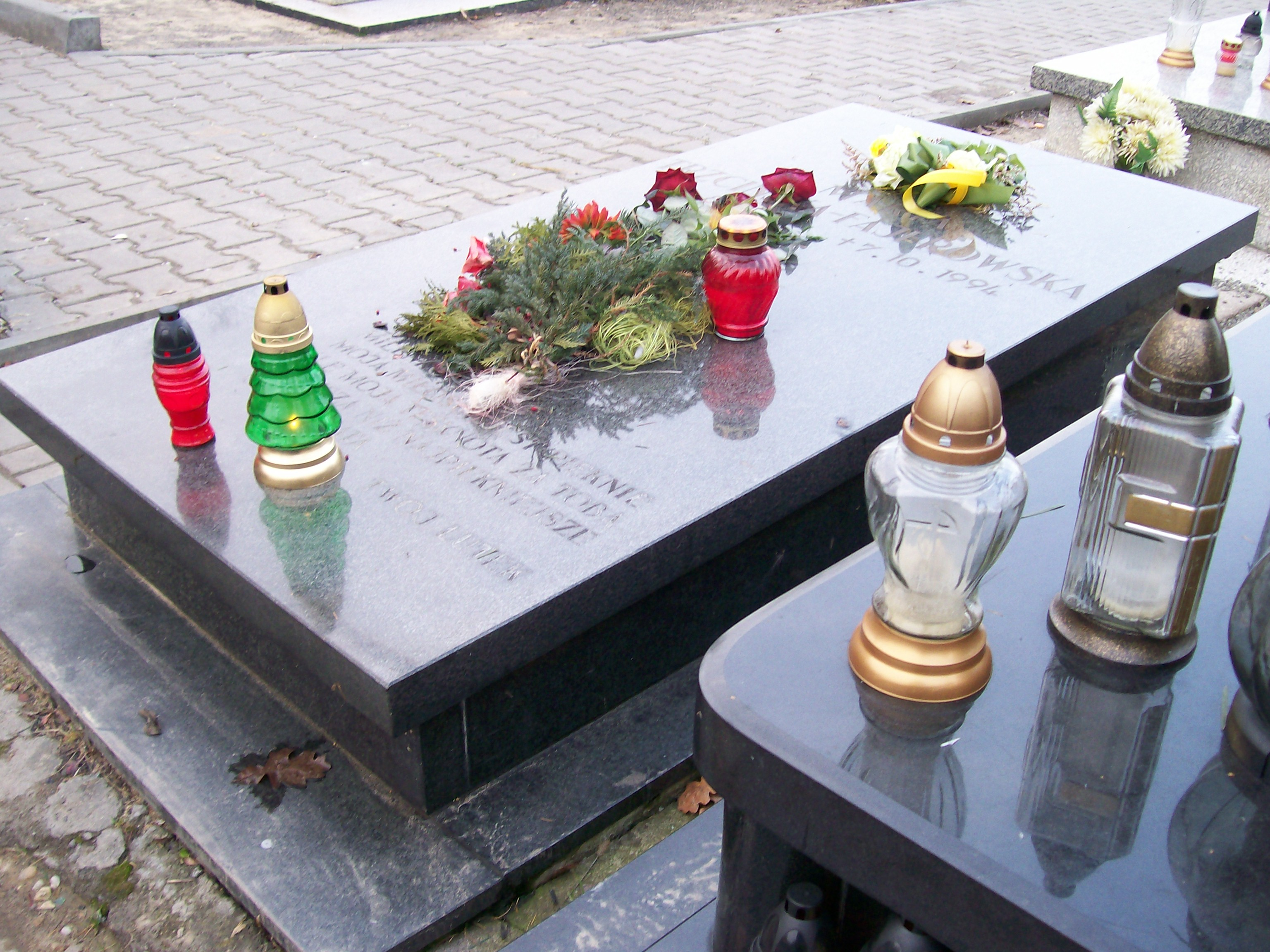
Grób Marii Trzcińskiej-Fajfrowskiej na giszowieckim cmentarzu

Pierwotnie mieszkańcy Giszowca po śmierci  byli chowani na terenie parafialnego cmentarza parafii św. Anny w Janowie, do której mieszkańcy Giszowca przynależeli zanim powstała pierwsza parafia na terenie osiedla. Starania o założenie cmentarza na terenie Giszowca rozpoczęto w 1948 roku, jeszcze przed formalnym usamodzielnieniem powstającej w tym czasie parafii św. Stanisława Kostki. Wówczas to 14 lipca 1948 roku w piśmie do Starostwa Powiatowego w Katowicach Komitet Budowy Kościoła prosił o zgodę na założenie cmentarza wzdłuż ulicy Powstańców (obecnie ulica Górniczego Stanu) do granicy z tzw. kolonią amerykańską. Wyrażono wstępną zgodę na jego powstanie pod warunkiem spełnienia wymagań formalnych. Komitet wystąpił o odstąpienie terenu od Dyrekcji Lasów Państwowych w Opolu i po zapłacie za równowartość drzew na tym terenie, 26 października 1949 roku parafia przejęła na własność teren cmentarza.
Uroczyste otwarcie cmentarza nastąpiło dzień wcześniej – 25 października 1949 roku, lecz władze niechętne Kościołowi nie wyraziły zgody na grzebanie zmarłych. Wyrażono ją po śmierci jednego z działaczy PZPR z Giszowca, kiedy to władze przyznały partii zgodę na pochowanie zmarłego na nowym cmentarzu. Oficjalną zgodę parafia otrzymała od Miejskiej Rady Narodowej w Katowicach 16 listopada 1950 roku.
Do 2017 roku na cmentarzu pochowano blisko 3,3 tysięcy ludzi. 

## Pochowani
Spoczywają tu m.in.:
- Ewald Gawlik (1919–1993) – malarz nieprofesjonalista, członek Grupy Janowskiej[4]
- Jan Junger (1939–2005) – taternik, alpinista i andynista[5]
- Rozalia Kajzer-Piesiur (1909–1977) – pływaczka, olimpijka z Amsterdamu 1928
- Maria Trzcińska-Fajfrowska (1937–1994) – posłanka na Sejm RP II kadencji, twórczyni Dziennego Domu Opieki dla Dzieci Specjalnej Troski[3]
- Antoni Wróbel (1923–1988) – hokeista, olimpijczyk z Oslo 1952[6]
- Emil Zając (1903–1974) – inżynier górnictwa[potrzebny przypis]